# Cosmos 2
Cosmos 2 (en ocasiones mencionado como Sputnik 12 en occidente) fue un satélite artificial soviético del tipo 1MS. Fue lanzado el 6 de abril de 1962 desde Kapustin Yar y reentró en la atmósfera el 23 de agosto de 1963.

## Objetivo
La misión de Cosmos 2 fue realizar mediciones de la radiación en el espacio y de los rayos cósmicos y estudiar la ionosfera.